# Gülcan Mıngır
Gülcan Mıngır (née le 21 mai 1989 à Döğer, province d'Afyon) est une athlète turque, spécialiste du 3 000 mètres steeple, championne d'Europe de la distance en 2012 à Helsinki.

## Biographie
Elle se révèle en 2011 en remportant la médaille d'or des Championnats d'Europe espoirs, à Ostrava, en 9 min 47 s 83, devant l'Allemande Jana Sussman et l'Ukrainienne Mariya Shatalova. Elle participe aux Championnats du monde de Daegu où elle quitte la compétition dès les séries.
En juin 2012, à Sofia, Gülcan Mıngır améliore le record national turc du 3 000 m steeple en établissant le temps de 9 min 13 s 53, meilleure performance européenne et quatrième meilleure marque mondiale de l'année. Elle participe fin juin aux Championnats d'Europe d'Helsinki où elle remporte la médaille d'or du 3 000 m steeple, en 9 min 32 s 96, devant l'Ukrainienne Svitlana Shmidt et l'Allemande Antje Möldner-Schmidt.
En août 2020, Gulcan Mingir est suspendue deux ans après que de nouvelles analyses aient révélé la présence de stéroïdes anabolisants dans des échantillons collectés lors des Jeux Olympiques de Londres 2012, où elle avait été éliminée en séries du 3 000 m steeple. L'athlète, dont la suspension prend effet à partir du 3 février 2020, perd tous ses résultats obtenus entre le 4 août 2012 et le 3 août 2014, mais conserve tout de même son titre européen acquis à Helsinki. 

## Palmarès
| Date | Compétition                   | Lieu     | Résultat | Épreuve     |
| ---- | ----------------------------- | -------- | -------- | ----------- |
| 2011 | Championnats d'Europe espoirs | Ostrava  | 1re      | 3 000 m st. |
| 2012 | Championnats d'Europe         | Helsinki | 1re      | 3 000 m st. |
| 2013 | Jeux méditerranéens           | Mersin   | 3e       | 3 000 m st. |
| 2013 | Universiade                   | Kazan    | 1re      | 3 000 m st. |

### Records
| Épreuve         | Performance   | Lieu  | Date        |
| --------------- | ------------- | ----- | ----------- |
| 3 000 m steeple | 9 min 13 s 53 | Sofia | 9 juin 2012 |